# Nishinomiya
Nishinomiya (西宮市, Nishinomiya-shi) és una ciutat situada a la prefectura de Hyōgo, Japó. A 1 de novembre de 2022, la ciutat tenia una població estimada de 484.368 habitants vivint en 218.948 habitatges i una densitat de població de 4800 persones per km². L'àrea total de la ciutat és de 9,998 quilometres quadrats (3,860 sq mi).
Nishinomiya és una ciutat comercial a la regió de Kansai, tenint la tercera població més alta de la prefectura de Hyōgo. Nishinomiya és coneguda sobretot per acollir l'Estadi Koshien, lloc principal on juga l'equip de beisbol japonès, Hanshin Tigers, i on també té lloc el campionat anual de beisbol dels instituts japonesos.

## Història
La zona de Nishinomiya formava part de l'antiga província de Settsu i ha estat habitada des de l'antiguitat, i dins dels límits de la ciutat s'hi poden trobar restes d'assentaments del període Yayoi i molts túmuls funeraris kofun.
Al període Asuka, s'hi va construir el santuari Hirota, i la ciutat mercat que es va desenvolupar al voltant de la seva porta oest es pot considerar l'ancestre de Nishinomiya.Des del període Muromachi, Nishinomiya és famosa per la producció de sake. Durant el període Edo, la zona era territori tenryō sota l'administració directa del shogunat Tokugawa.
La ciutat de Nishinomiya es va fundar l'1 d'abril de 1889 amb la creació del sistema modern de municipis. Nishinomiya va ser un centre cultural des de la dècada de 1910 fins a la dècada de 1940 en la qual s'ha anomenat "Modernisme Hanshinkan". Dins d'això s'emmarca la construcció de l'estadi Kōshien, inaugurat l'1 d'abril de 1924.
Nishinomiya va ser elevada a l'estatus de ciutat l'1 d'abril de 1925. La ciutat es va expandir amb l'annexió de la ciutat d'Imazu i els pobles de Shiba i Taishi l'abril de 1933, el poble de Koto el febrer de 1941, el poble de Kawaragi el maig de 1942 i els pobles de Naruo, Yamaguchi i Shiose l'abril de 1951. El gran terratrèmol Hanshin del 17 de gener de 1995 va causar danys generalitzats a Nishinomiya.

## Geografia
Nishinomiya es troba al sud-est de la prefectura de Hyōgo entre les ciutats de Kobe i Osaka. Limita amb la badia d'Osaka al sud, les ciutats d'Amagasaki, Itami i Takarazuka al llarg dels rius Mukogawa i Nigawa a l'est i amb una part dels monts Rokkō i Kobe al nord. La ciutat es pot dividir en dues zones: una zona muntanyosa al nord i una plana costanera al sud. Al mig es troba el mont Kabuto (309 metres), una fita de la ciutat.

### Municipis veïns
- Kita-ku, Kobe
- Amagasaki
- Itami
- Takarazuka
- Ashiya

## Clima
Nishinomiya té un clima subtropical humit (Köppen Cfa) caracteritzat per estius càlids i hiverns frescos amb nevades lleugeres. La temperatura mitjana anual a Nishinomiya és de 14,6 °C. La precipitació mitjana anual és de 1578 mm, sent setembre el mes més plujós. Les temperatures mitjanes més altes són a l'agost, al voltant dels 26,4 °C, i les més baixes al gener, al voltant dels 3,3 °C.

## Govern
Nishinomiya té una forma de govern alcalde-consell, amb un alcalde elegit directament i un consell municipal unicameral de 41 membres. Nishinomiya aporta set membres a l'Assemblea Prefectural de Hyōgo. Pel que fa a la política nacional, la ciutat es divideix entre el districte 2 de Hyōgo i el districte 7 de Hyōgo de la cambra baixa de la Dieta del Japó.

## Economia
Pel que fa a la indústria, els aliments i les begudes (sobretot el sake, que és una indústria tradicional) són una part important de l'economia local. La ciutat també es troba en una cantonada de la zona industrial de Hanshin.
Nishinomiya es troba entre les grans ciutats de Kobe i Osaka. Els barris de luxe són habituals en aquesta ciutat, especialment a les zones properes a Ashiya. Alguns dels centres comercials de Nishinomiya són el Lalaport Koshien i els Hankyu Nishinomiya Gardens.
- Furuno, una empresa global d'electrònica, els principals productes de la qual inclouen l'electrònica marina i els equips mèdics, té la seu a la ciutat.[3]

### Agricultura
Com que la major part de les terres de conreu es troben al districte urbà, l'agricultura de Nishinomiya es troba en una situació difícil; empitjora cada any. S'estan fent esforços per millorar l'agricultura per fer-la rendible cultivant productes comercials com les verdures suaus per als grans mercats d'Osaka i Kobe. Altres esforços inclouen l'ús efectiu de la terra mitjançant el cultiu en hivernacles mitjançant tècniques hidropòniques i el desenvolupament de tècniques per a productes segurs.

## Demografia
Segons les dades del cens japonès, la població de Nishinomiya va créixer ràpidament als anys 50 i 60, i des de llavors ha anat augmentant a un ritme més lent.
| 1920   | 1930   | 1940    | 1950    | 1960    | 1970    | 1980    | 1990    | 2000    | 2010    | 2015    | 2021    |
| 60.311 | 98.777 | 169.770 | 168.319 | 262.608 | 377.043 | 410.329 | 426.909 | 438.105 | 482.640 | 487.850 | 487.010 |

## Educació

### Universitats
- Universitat Konan (Campus de Nishinomiya, "Konan Cube")
- Universitat Kwansei Gakuin, una universitat privada fundada per missioners nord-americans al segle XIX.
- Universitat Otemae
- Kobe College (Universitat de dones)
- Seiwa College i Junior College
- Facultat de Medicina de Hyogo
- Universitat de Dones Mukogawa i Junior College
- Shukugawa Gakuin Junior College
- Koshien Junior College

### Escoles de primària i secundària
Nishinomiya té 40 escoles primàries públiques i 19 escoles secundàries públiques gestionades pel govern de la ciutat, i nou escoles secundàries públiques gestionades pel Consell d'Educació de la Prefectura de Hyōgo. Aquestes nou inclouen Institut Hōtoku Gakuen, amb un destacat equip de beisbol, i l'Institut Nishinomiya Kita, l'escenari de bona part de Suzumiya Haruhi no Yūutsu. També hi ha dues escoles primàries privades, set escoles secundàries privades i set escoles secundàries privades. A més, la ciutat també en gestiona una i la prefectura gestiona dues escoles d'educació especial per a minusvàlids.

## Transport

### Ferrocarrils
JR West - línia de Kobe
- Kōshienguchi - Nishinomiya - Sakura Shukugawa

 JR West - Línia de Fukuchiyama
- Namaze - Nishinomiyanajio - Takedao

 Hankyu - Línia principal de Hankyu Kobe
- Nishinomiya-Kitaguchi - Shukugawa

 Hankyu - Línia Hankyu Imazu
- Kōtōen - Mondo-Yakujin - Nishinomiya-Kitaguchi - Hanshin-Kokudō - Imazu

 Hankyu - Línia Hankyu Kōyō
- Shukugawa - Kurakuenguchi - Kōyōen

 Ferrocarril Elèctric Hanshin - Línia principal Hanshin
- Naruo - Mukogawajoshidai-Mae - Kōshien - Kusugawa - Imazu - Nishinomiya - Kōroen

 Ferrocarril elèctric Hanshin - línia Hanshin Mukogawa
- Mukogawa - Higashi-Naruo - Suzaki - Mukogawadanchimae

### Autopistes
- Autopista Meishin
- Autopista de Chūgoku
- Ruta Nacional 2
- Ruta Nacional 43
- Ruta Nacional 171
- Ruta Nacional 176

## Ciutats agermanades i amigues
- Ciutats agermanades
  -  Spokane des de setembre de 1961 (Washington, Estats Units)
- Ciutats amigues
  -  Londrina des de maig de 1977 (Paraná, Brasil)
  -  Shaoxing des de juliol de 1985 (Zhejiang, Xina)
  -  Districte de Lot-et-Garonne i Agen des d'abril de 1992 (Nouvelle-Aquitània, França)
  -  Burlington (Vermont, Estats Units)
  -  Amami des d'octubre de 1981 (Kagoshima, Japó) (abans Naze)
  -  Yusuhara des de març de 1991 (Kōchi, Japó)

## Punts d'interès

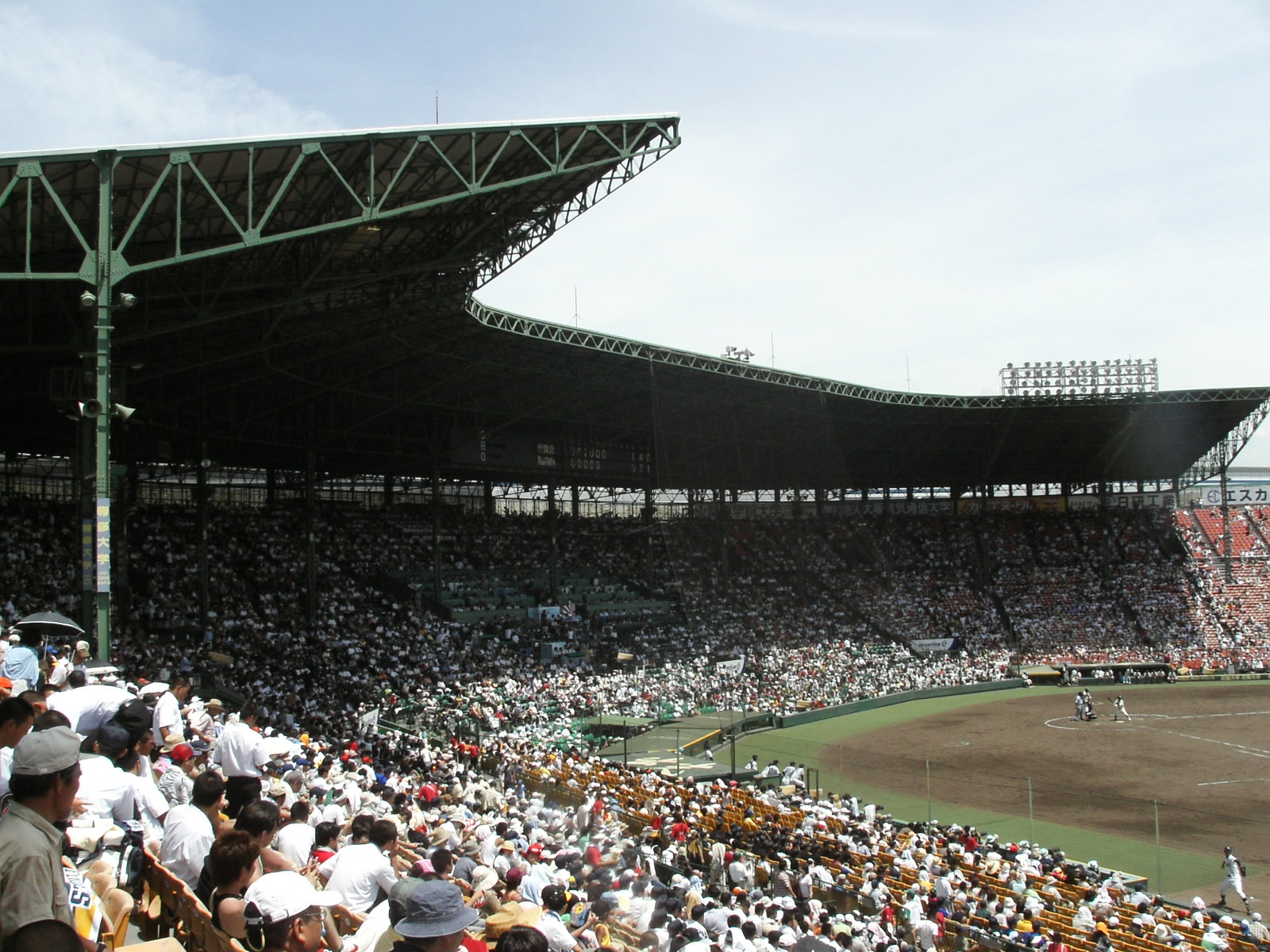
Estadi Kōshien

- Santuari Hirota - El santuari Hirota va ser anomenat Nishi no miya ('santuari de l'oest') pels aristòcrates de Kyoto. Aquest és l'origen del nom de la ciutat.[6]
- Centre d'Arts Escèniques de Hyogo
- Kannō-ji
- Santuari de Koshikiiwa
- Santuari de Nishinomiya
- Mondo-yakujin (Tōkō-ji)
- Jardí Botànic de Kitayama
- Mont Kabuto

## Cultura popular
- Gran part de la pel·lícula La tomba de les lluernes està ambientada a Nishinomiya.[7][8]
- Nishinomiya és l'escenari de la popular sèrie de novel·les lleugeres, manga i anime Suzumiya Haruhi no Yūutsu.[9]

## Personatges cèlebres
- Mana Ashida - actriu adolescent
- Aimyon - cantautor
- Nagaru Tanigawa - autor de la sèrie de novel·les lleugeres Haruhi Suzumiya
- Yuichiro Nagashima - kickboxer
- Ryūsui Seiryōin - novel·lista
- Kaoru Betto - jugador de beisbol
- Hiro Matsushita - home de negocis, antic conductor de la sèrie Champ Car - President de Swift Engineering i Swift Xi
- Hōsei Yamasaki - còmic
- Eizo Sakamoto - músic de heavy metal
- Kaoru - guitarrista principal de Dir En Gray
- Yuya Matsushita - cantant i actor
- Mina - cantant japonesa d'origen nord-americà amb seu a Corea del Sud, membre del grup de K-pop femení Twice (Originària de San Antonio, Texas, Estats Units d'Amèrica)
- Akira Tozawa - lluitador professional
- Rika Kihira - patinadora artística
- Daisuke Inoue - inventor de la màquina de karaoke
- Shizuka Miyaji - jugadora de cricket

## Galeria

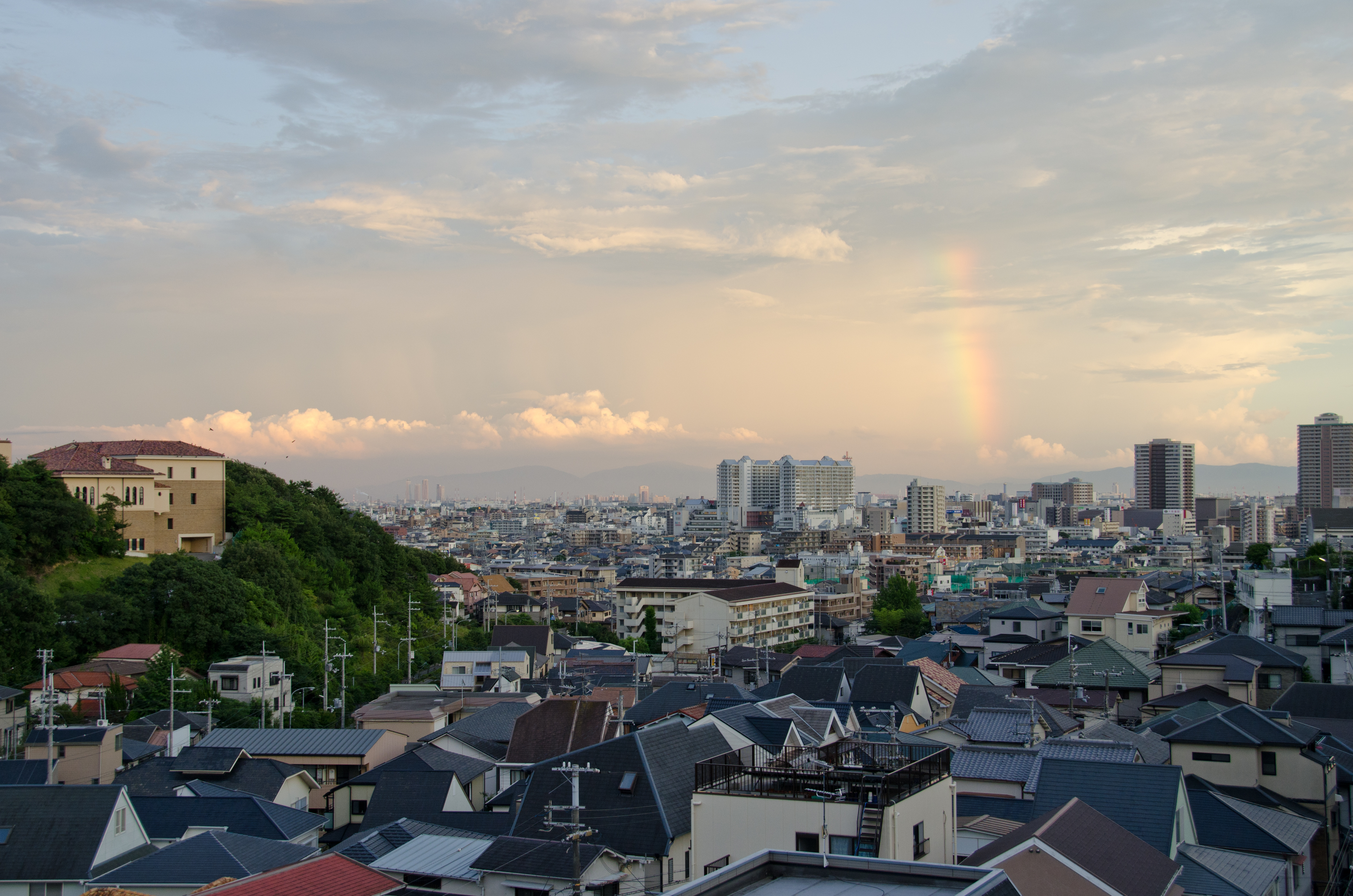
Paisatge urbà de Nishinomiya